# 扬·巴尔图
扬·巴尔图（捷克語：Jan Bártů，1955年1月16日—），捷克男子现代五项运动员。他曾代表捷克斯洛伐克参加1976年和1980年夏季奥林匹克运动会现代五项比赛，获得一枚银牌和一枚铜牌。